# 61P/Шайн — Шалдеха
Комета Шайн — Шалдеха (61P/Shajn-Schaldach) — короткопериодическая комета из семейства Юпитера, которая была открыта 18 сентября 1949 года советским астрономом Пелагеей Шайн в Симеизской обсерватории, а спустя два дня независимо от неё американским астрономом Робертом Шалдехом в обсерватории Лоуэлла. Позднее Шайн обнаружила комету на ещё более ранних снимках, сделанных 28 августа и 4 сентября. Обладает довольно коротким периодом обращения вокруг Солнца — чуть более 7 лет.

Орбита кометы Шайн — Шалдеха и её положение в Солнечной системе

## История наблюдений
Первая параболическая орбита была вычислена А. Д. Максвеллом на основе позиций кометы, полученных с 20 по 27 сентября. Согласна его расчётам комета должна была пройти свой перигелий 22 октября 1950 года. Первая эллиптическая орбита была вычислена и опубликована 6 октября Амелией Уайт на основе трёх позиций с 20 по 28 сентября и определяла дату перигелия 7 декабря 1949 года, а период обращения 7,76 года. Леланд Каннингем отметил, что в 1947 году комета пролетала на расстоянии 0,5 а. е. (75 млн км) от Юпитера и могла претерпеть определённые изменения своей орбиты.
Учтя возмущения орбиты от близкого подхода к Юпитеру J. T. Foxell рассчитал, что следующее прохождение точки перигелия произойдёт 15 марта 1957 года. Наблюдатели из Ликской обсерватории сфотографировали предполагаемое местоположение кометы 17 апреля и 17 мая, но обнаружить её на снимках так и не удалось.
В 1970 году английский астроном Брайан Марсден, учтя гравитационные возмущения от планет, на их основе вычислил эллиптическую орбиту, которая предсказывала дату перигелия 4 октября 1971 года с неопределённостью ± 5 суток Он предположил, что неспособность обнаружить комету в 1957 и 1964 годах была вызвана неудачным расположением относительно Земли и Солнца.
Впервые после открытия восстановить комету удалось американскому астроному Чарльзу Ковалю 29 сентября 1971 года в Паломарской обсерватории. Он описал комету как объект 16 m с сильной конденсацией в центре и коротким хвостом, направленным к западу. В следующую ночь он подтвердил факт обнаружения кометы повторными наблюдениями. Местоположение кометы показало, что расчёты Марсдена нуждаются в корректировке на −2,5 дня. Также впоследствии комета была найдена и на более ранних снимках, вплоть до 15 сентября, полученных в других обсерваториях. На каждой из фотопластин комета появилась как диффузный объект со следами хвоста.
За время наблюдений октября — ноября 1971 году оценки яркости кометы колебались в пределах 16,2 до 16,5 m, а размер её комы в пределах 1 ' минуты дуги. С тех пор комета наблюдается во все свои возвращения вплоть до 2008 года.
Расчёты показывают, что комета испытала три близких подхода к Юпитеру начиная с 1946 года, а в течение ближайших 50 лет произойдёт ещё одно незначительное сближение:
- 28 апреля 1946 года сближение до 0,18 а. е. (27 млн км), что вызвало уменьшение перигелия с 4,3 до 2,23 а. е., а периода с 10,60 до 7,27 года;
- 17 июля 1981 года сближение до 1,68 а. е. (252 млн км), что вызвало увеличение перигелия с 2,22 до 2,33 а. е., а периода с 7,25 до 7,46 года;
- 15 января 2006 года сближение до 1,04 а. е. (156 млн км), что вызвало уменьшение перигелия с 2,33 до 2,11 а. е., а периода с 7,46 до 7,05 года;
- 22 июля 2041 года сближение до 1,45 а. е. (217 млн км), что вызовет уменьшение перигелия с 2,12 до 2,00 а. е., а периода с 7,08 до 6,86 года.